# Třída New Mexico
Třída New Mexico byla třída bitevních lodí US Navy. Skládala se z jednotek USS New Mexico, USS Mississippi a USS Idaho. Dvě z lodí byly dokončeny na sklonku první světové války a jedna v roce 1919, všechny tři se zapojily do bojů druhé světové války, zejména podporovaly vyloďovací operace v Pacifiku. Krátce po válce byly dvě lodi vyřazeny, zatímco Mississippi sloužila ještě dekádu jako cvičná a experimentální loď – například na ní byly testovány řízené střely RIM-2 Terrier.

## Stavba

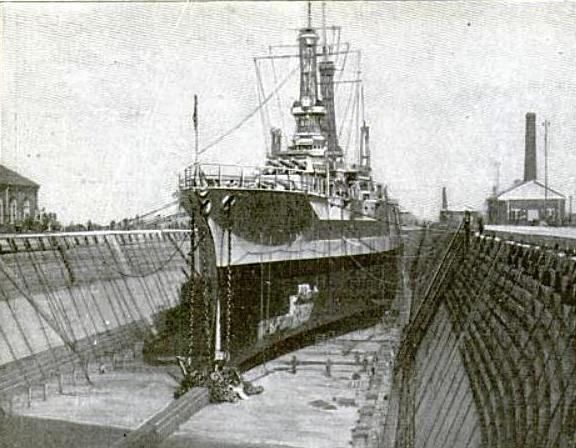
USS Mississippi v roce 1920 v suchém doku v San Franciscu

Všechny tři lodě byly stavěny v loděnicích na východním pobřeží USA. New Mexico byla stavěna loděnicí New York Navy Yard v Brooklynu v New Yorku. Kýl lodi byl založen v říjnu 1915, trup byl spuštěn na vodu v dubnu 1917 a v květnu 1918 byla loď dokončena. Mississippi stavěla loděnice Newport News Shipbuilding & Dry Dock Company v Newport News ve Virginii. Kýl lodi byl založen v dubnu 1915, trup byl spuštěn na vodu v lednu 1917 a v prosinci 1917 byla loď dokončena. Idaho postavila loděnice New York Shipbuilding Company v Camdenu ve státě New Jersey. Kýl lodi byl založen v lednu 1915, trup byl spuštěn na vodu v červnu 1917 a v březnu 1919 byla loď dokončena.

## Konstrukce

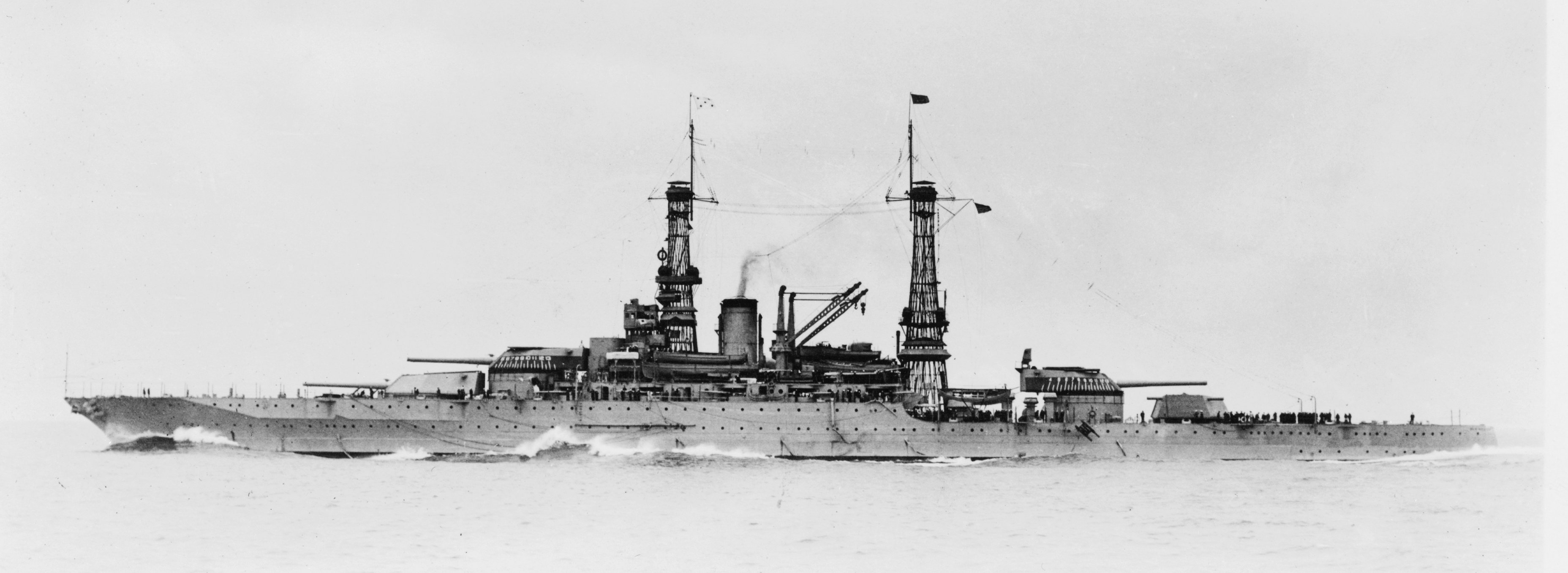
USS New Mexico ve 20. letech, dobře je vidět původní řešení nástavby

Třída New Mexico konstrukčně navázala na první americké moderní bitevní lodi tříd Nevada a Pennsylvania. Podobně jako lodě třídy Pennsylvania nesla třída New Mexico dvanáct 356mm kanónů ve čtyřech třídělových věžích, novinkou ale bylo použití děl o délce hlavně 50 ráží (u Pennsylvanie pouze 45 ráží).
Sekundární výzbroj původně tvořilo 22 kusů 127mm kanónů o délce hlavně 51 ráží, umístěných v kasematech (11 na každé straně). Kasematy pro osm z nich byly umístěny na bocích trupu, ostatních čtrnáct již bylo nově umístěno v nástavbě. Trupové kasematy byly dosti nepraktické při zhoršeném počasí a proto z nich byla výzbroj demontována. Protiletadlovou výzbroj původně tvořily dva 76mm kanóny. Pohonný systém lodi New Mexico se od následujících jednotek lišil. Všechny lodě měly čtyři lodní šrouby a dosahovaly rychlosti 21 uzlů.
V letech 1930–1934 byly všechny lodě modernizovány. Dostaly v podstatě novou, mohutnější nástavbu, mřížové stěžně byly vyměněny za trojnožkové, byly vyměněny kotle a turbínová soustrojí, nový byl systém řízení palby a zabudována byla též protitorpédová obšívka. Výrazně narostl výtlak lodí i jejich šířka. Byly také odstraněny dvě z kasematových 127mm kanónů a lodě naopak dostaly osm 127mm protiletadlových kanónů o délce hlavně 25 ráží. Během války lodě nesly silnou protiletadlovou výzbroj tvořenou 40mm a 20mm kanóny.

## Operační služba

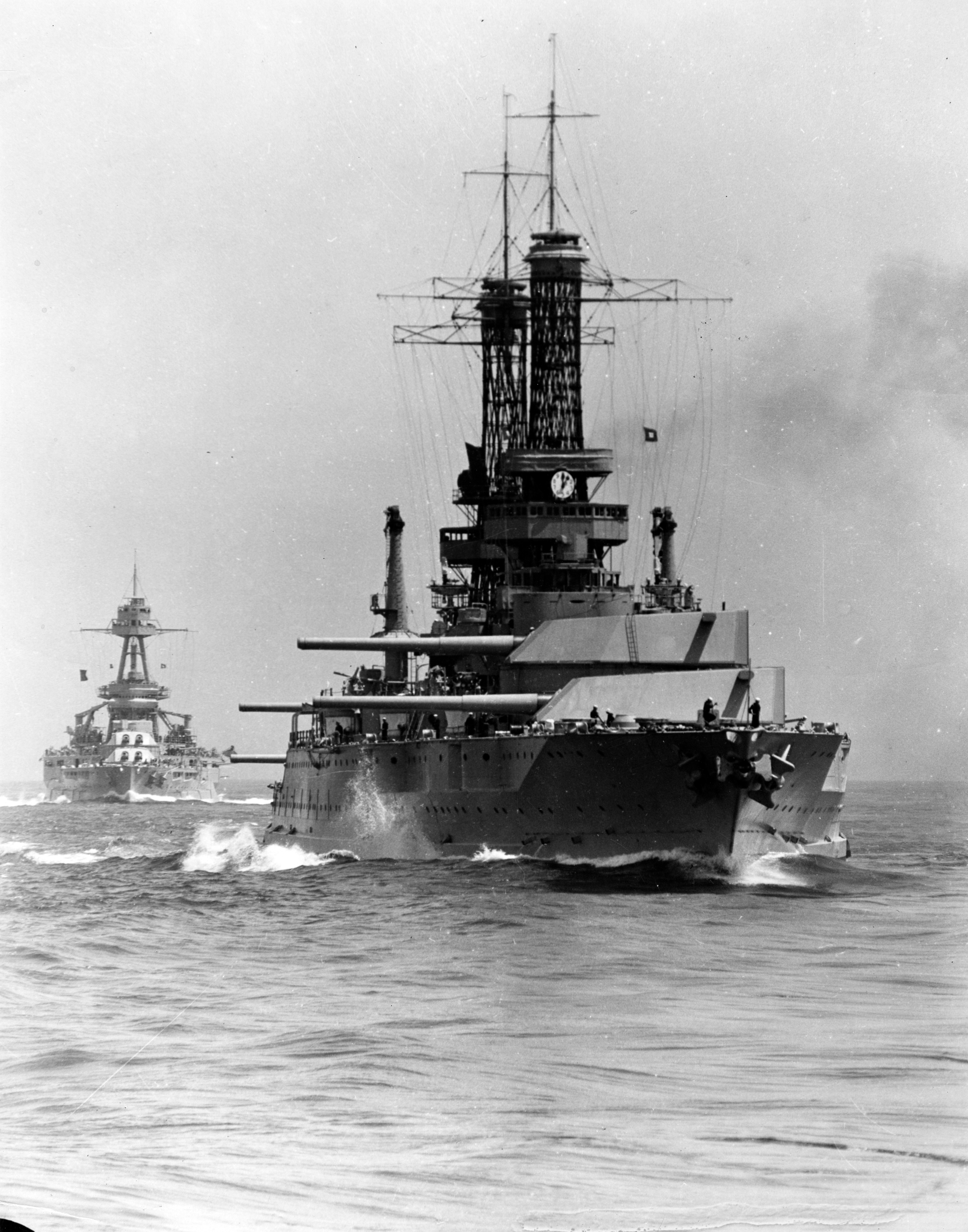
USS Idaho při cvičení ve 30. letech

Mississippi  a New Mexico byly dokončeny a zařazeny do služby ještě před koncem první světové války. V roce 1919 New Mexico do Evropy dopravila amerického prezidenta Wilsona, který se zde zapojil do Pařížská mírová konference. Následující dekádu pak lodě sloužily v Pacifiku a v první polovině 30. let pak byly modernizovány.
V době vypuknutí druhé světové války sloužily všechny tři lodě v oblasti Pacifiku, v roce 1941 ale byly převedeny do Severního Atlantiku. Po napadení základny Pearl Harbor Japonskem byly všechny tři lodě převeleny zpět do Pacifiku, aby nahradily bitevní lodě, vyřazené či potopené během náletu a operovaly zde až do konce války. Vzhledem k jejich nízké rychlosti nebyly vhodné k doprovodu úderných svazů letadlových lodí (k tomu se hodily až moderní bitevní lodě tříd North Carolina, South Dakota a Iowa) a proto zejména podporovaly spojenecké vyloďovací operace.
Mississippi též bojovala v historicky posledním střetnutí bitevních lodí – bitvě v úžině Surigao dne 25. října 1944, ve které byl zničen Nišimurův Jižní svaz, skládající se z bitevních lodí Jamaširo, Fusó, těžkého křižníku Mogami a čtyř torpédoborců.

## Poválečný osud

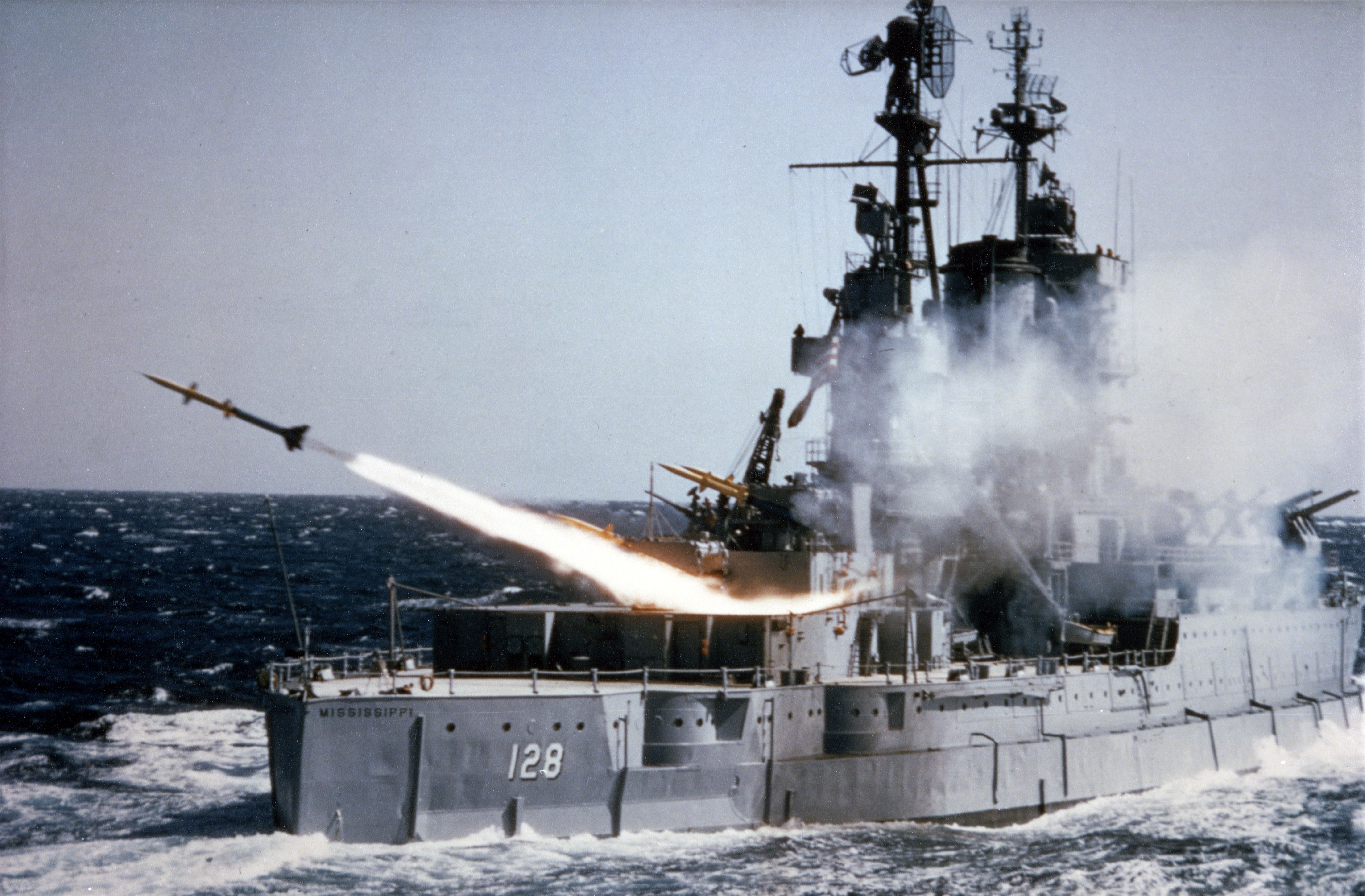
Pokusné odpálení řízené střely Terrier z USS Mississippi. Dobře jsou vidět zaslepené trupové kasematy.

New Mexico a Idaho byly v roce 1946 vyřazeny ze služby a v roce 1947 prodány k sešrotování. Naopak Mississippi byla v roce 1946 přestavěna a sloužila jako cvičná a pokusná loď (nesla pak nové trupové číslo AG-128), určená ke zkoušení nových zbraní – kanónů, radarů a řízených střel. Například na ní došlo k prvnímu odpalu protiletadlové řízené střely RIM-2 Terrier. V roce 1956 byla Mississippi vyřazena a prodána k sešrotování.